# روبنس برتولیاتی
روبنس برتولیاتی (انگلیسی: Rubens Bertogliati؛ زادهٔ ۹ مهٔ ۱۹۷۹) دوچرخه‌سوار اهل سوئیس است.